# بلام بلام شاب
بلام بلام شاب یک الگوریتم مولد اعداد شبه تصادفی می‌باشد که در سال ۱۹۸۶ توسط لنور بلام و مانوئل بلام و مایکل شاب ارائه شد.
ساختار این الگوریتم به صورت زیر می‌باشد :
{\displaystyle x_{n+1}=x_{n}^{2}{\bmod {M}}}
که در آن "M=p*q" می‌باشد که p و q اعداد اول بزرگ می‌باشند. در هر مرحله از این الگوریتم مقدار خروجی در xn+1 قرار گرفته می‌شود. و نتیجه این مولد می‌تواند از بیت همزادی زوج یا فرد یا بیت‌های کم ارزش این عدد به دست بیاید. یعنی همانطور که در مثال خواهید دید به ازای هر بیت یک عدد که قصد ساخت آن را داریم یک بار این رابطه را اجرا کنیم و با استفاده از عدد به دست آمده بیت مورد نظر را دریافت کنیم.
عدد x0 که نیز به عنوان نقطه شروع برای این الگوریتم باید قرار داده شود باید نسبت به M اول باشد. همچنین ۱ نمی‌تواند به عنوان نقطه شروع در نظر گرفته شود. همچنین باید بزرگ ترین مقسوم علیه مشترک نتیجه تابع اویلر بر دو عدد p , q عددی کوچک شود.
هر دو عدد p , q باید با عدد ۳ بهپیمانه ۴متجانس باشند.
یکی از جذابیت‌های الگوریتم بلام بلام شام این است که عدد xi را می‌توان به‌طور مستقیم با استفاده از قضیه اویلر به دست آورد.
{\displaystyle x_{i}=\left(x_{0}^{2^{i}{\bmod {\lambda }}(M)}\right){\bmod {M}}}
که در آن {\displaystyle \lambda } یک تابع کارمیکال می‌باشد.
{\displaystyle \lambda (M)=\lambda (p\cdot q)=\operatorname {lcm} (p-1,q-1)}).

## امنیت
این روش برای تولید اعداد تصادفی برای مصارف شبیه سازی مناسب نمی‌باشد و تنها برای مصارف رمزنگاری مناسب می‌باشد. زیرا این الگوریتم بسیار کند می‌باشد.
از آنجایی که پیچیدگی محاسباتی الگوریتم‌های تجزیه و شکستن آن‌ها به عوامل اول بالاست این الگوریتم از لحاظ امنیتی دارای رتبه بالایی می‌باشد. برای پیش‌بینی بیت‌های عددی که با استفاده از این الگوریتم به دست می آید باید محاسباتی با پیچیدگی معادل تجزیه عدد M به عوامل اول را انجام داد.
از آنجایی که با رشد M پیچیدگی محاسباتی افزایش میابد می‌توان نتیجه گرفت که برای مقادیر بزرگ M نمیتوان روشی غیر تصادفی که اعدادی معادل خروجی این الگوریتم به ما بدهد یافت. این روش امنیتی در امنیت روش‌های رمز نگاری دیگر مانند رمز نگاری آر اس ای را دارا می‌باشد.

## مثال
{\displaystyle p=11}، {\displaystyle q=19}
{\displaystyle s=3}
برای شروع هسته انجام عملیات را برابر ۳ قرار میدهیم که x0 در مرحله اول از همین هسته تولید خواهد شد.
میتوانیم انتظار سیکل تولید اعداد تصادفی طولانی را با همین اعداد p , q کوچک داشته باشیم زیرا :
{\displaystyle {\rm {gcd}}(\varphi (p-1),\varphi (q-1))=2}.
{\displaystyle x_{1}}، {\displaystyle x_{2}}، {\displaystyle \ldots } {\displaystyle x_{5}} = 9, 81, 82, 36, 42, 92
| Even parity bit | Odd parity bit | Least significant bit |
| --------------- | -------------- | --------------------- |
| 0 1 1 0 1 0     | 1 0 0 1 0 1    | 1 1 0 0 0 0           |